# Nambour
Nambour ist eine Stadt im Südosten von Queensland in Australien, 101 km nördlich von Brisbane. Sie liegt im Hinterland der Sunshine Coast am Fuße der Blackall Range. Nambour ist der Verwaltungssitz des lokalen Verwaltungsgebiets (LGA) Sunshine Coast Regional Council und hat rund 20.900 Einwohner.
Der Name der Stadt kommt aus der Aboriginesprache von naamba, was „rotblühender Teebaum“ bedeutet.

## Geschichte
Die Region wurde erstmals von Europäern im Jahre 1870 unter Matthew Caroll besiedelt. Zunächst wurde die Siedlung Peetrie's Creek genannt, im Jahre 1891 jedoch in Nambour umbenannt, nach einem Viehzuchtbetrieb in der Region. Ebenso wurde im Jahre 1891 die Eisenbahnverbindung nach Brisbane fertiggestellt.

## Wirtschaft
Der wichtigste Wirtschaftsfaktor in der Region war bislang der Anbau von Zuckerrohr. Bis 2003 gab es im Stadtzentrum eine Mühle, die für die Zuckerindustrie wichtig war, jedoch steht nun der Zuckerrohranbau in der Region durch die Schließung der Mühle auf der Kippe.
In letzter Zeit werden in der Region immer mehr exotische Früchte angebaut, wie beispielsweise die Ananas, die besonders oft angebaut wird. Der andere neue Wirtschaftsfaktor in der Region ist der Tourismus. Es wurden touristische Attraktionen in der Region gebaut wie zum Beispiel The Big Pineapple, eine riesige Ananas in der Stadt, und noch zwei andere riesige Bauten der Art.

## Söhne und Töchter der Stadt
- Kevin Rudd (* 1957), Politiker, zweifacher Premierminister Australiens
- Ian Baker-Finch (* 1960), Profigolfer
- Angela Kennedy (* 1976), Schwimmerin
- Shara Gillow (* 1987), Radrennfahrerin
- Jade Wall (* 1989), Softballspielerin
- Ryan Tyack (* 1991), Bogenschütze
- Brittany Elmslie (* 1994), Schwimmerin
- Alastair MacKellar (* 2002), Radrennfahrer

Der Antarktisreisende Clarence Hare (1880–1967), Teilnehmer an der Discovery-Expedition (1901–1904), ist hier auf dem Garden Lawn Cemetery beerdigt.